# Schlössli Flims

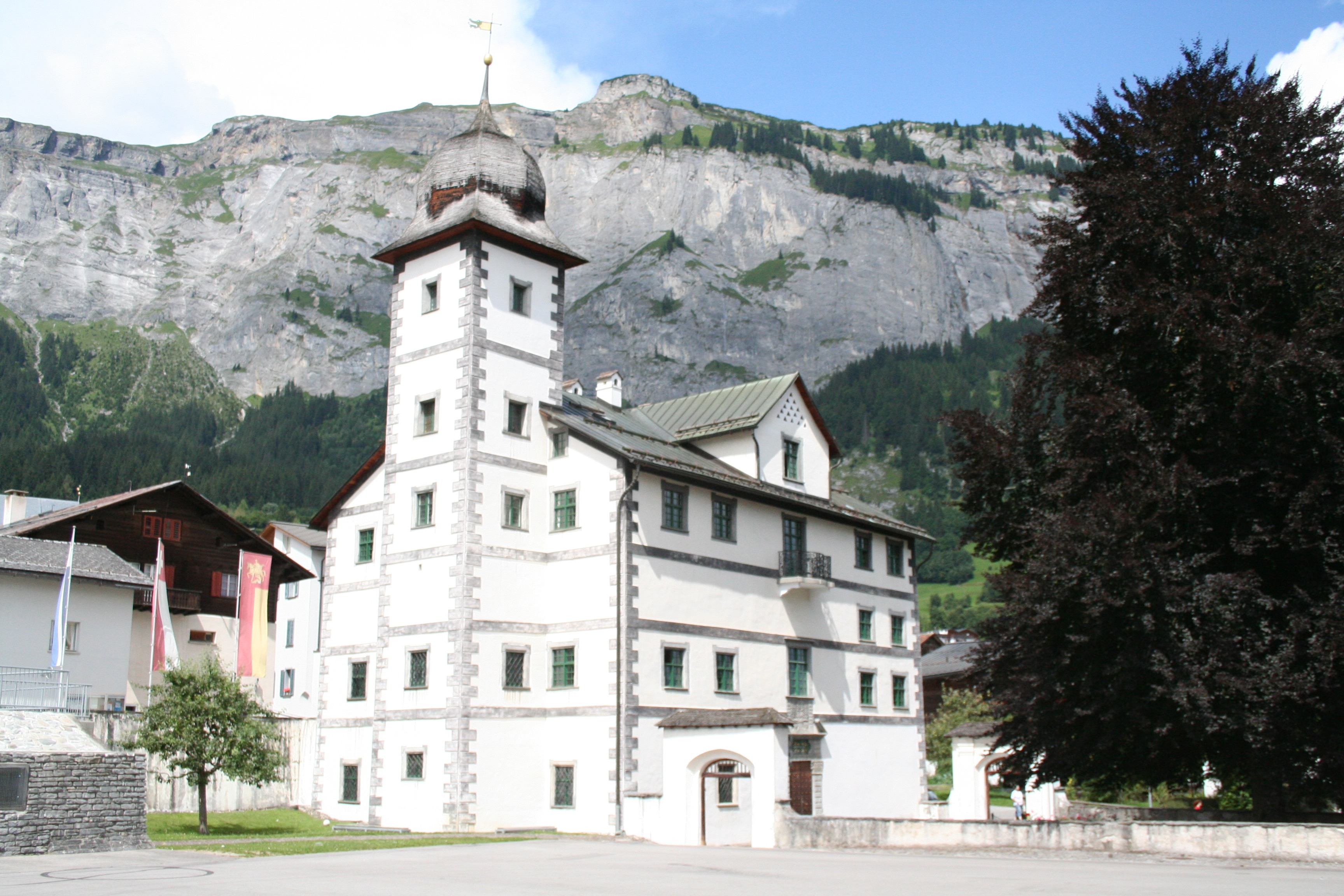
Ansicht von Süden

Das Schlössli Flims steht in Flims (romanisch: Flem), im schweizerischen Kanton Graubünden. Es wird wegen seiner Erbauer von Einheimischen auch Capol-Schlössli genannt und ist heute Sitz der Gemeindeverwaltung.

## Geschichte
Erbauer des Schlössli war Johann Gaudenz von Capol (1641–1723), verheiratet mit Amalie von Schorsch von Splügen. Johann Gaudenz war zusammen mit Adalbert Ludwig de Latour um 1700–1706 Anführer der Franzosenpartei des Oberen Bundes und Anführer der reformierten Truppen während des Sagenserhandels. Das Schlössli diente ab 1682 der Familie Capol als Familiensitz und löste damit das vorherige Stammhaus ab, dem 1577 erbauten, heutigen Hotel Bellevue. Gaudenz von Capol starb während einer Sitzung im Rathaus und hinterliess keine Nachkommen. Das Schlössli kam an seine Nichte Maria, der Tochter seines Bruders Dr. med. Herkules von Capol (1627–1719), der ebenfalls in den europäischen Adelshäusern, zur Hauptsache in Frankreich und Holland als Offizier gedient hatte. Maria v. Capol war die Ehefrau von Herkules Dietrich von Salis-Seewis (1684–1755) und Ahnfrau des Bündner Dichterfürsten Johann Gaudenz von Salis-Seewis (1762–1843), der zeitweise in Flims bei seinen Verwandten seine Jugend verbracht hatte und durch die prägenden Naturerlebnisse in der alpinen Umgebung dichterisch inspiriert wurde.
Das Capol-Schlössli blieb bis 1853 im Besitz der Familie Salis-Seewis. Dann erwarben es 1857 Johann Parli von Flims und 1893 Hauptmann Mattli-Bavier. Zu diesem Zeitpunkt war trotz einiger Proteste um 1883 der prunkvolle Festsaal mit Täfer und Ofen bereits nach Berlin verkauft worden. Später gelangten die Kostbarkeiten dann nach New York ins MET-Museum. Teile des Schlosses dienten ab dem 19. Jahrhundert auch als Pfarrwohnung. Noch um 1873 wurde es von Friedrich Nietzsche in einem Brief an seinen Basler Freund Jacob Burckhardt als Bildungsstätte für kunstgeschichtliche Studien vorgeschlagen, wo man das künstlerische und ästhetische Denken und Streben vermehrt fördern sollte. Heute dient das Flimser Schlössli als Gemeindehaus, unweit der bestehenden Gemeindeschule. Einzelne Räume sind der Öffentlichkeit zugänglich.

## Bau
Das Schlössli wurde von 1680 bis 1682 teilweise auf den Mauern eines mittelalterlichen Wohnturms aus dem 13. oder 14. Jahrhundert errichtet. 1730 liess Herkules Dietrich von Salis-Seewis im Obergeschoss anstelle des Korridors den Rittersaal und das angrenzende herrschaftliche Zimmer einrichten. 1959 und 1982–1983 wurde das Gebäude restauriert. Damals wurden auch die ursprüngliche Fassadengestalt und der Turm mit Schindeldach wiederhergestellt.
Der vierstöckige schlossähnliche Bau verdankt sein Aussehen dem barocken Zwiebelturm an der westlichen Flanke, wie sie im 17. Jahrhundert in Graubünden verbreitet waren. Er diente allein repräsentativen Zwecken. Das Schlosshafte wird verstärkt durch die waagrechten Trennlinien zwischen den Stockwerken und den grau-schwarzen, Eckbossen vortäuschenden Verputz in den Ecken. Die Räume im 2. Obergeschoss wurden um 1730 für Herkules Capols Schwiegersohn Herkules Dietrich von Salis-Seewis reich ausgestattet. Das barocke Täfer, das als eines der schönsten der Schweiz galt, und ein Ofen aus der Werkstatt von Ludwig Pfau aus dem ehemaligen Prunkzimmer im 1. Obergeschoss, wurden 1884 für 25'000 Mark nach Berlin verkauft und von dort 1906 an das Metropolitan Museum of Art in New York.

Im Süden schliesst sich ein von einer Mauer und zwei Torbogen umfasster Garten an. Das Portal aus dem Jahr 1682 zeigt das Allianzwappen Capol-Schorsch.

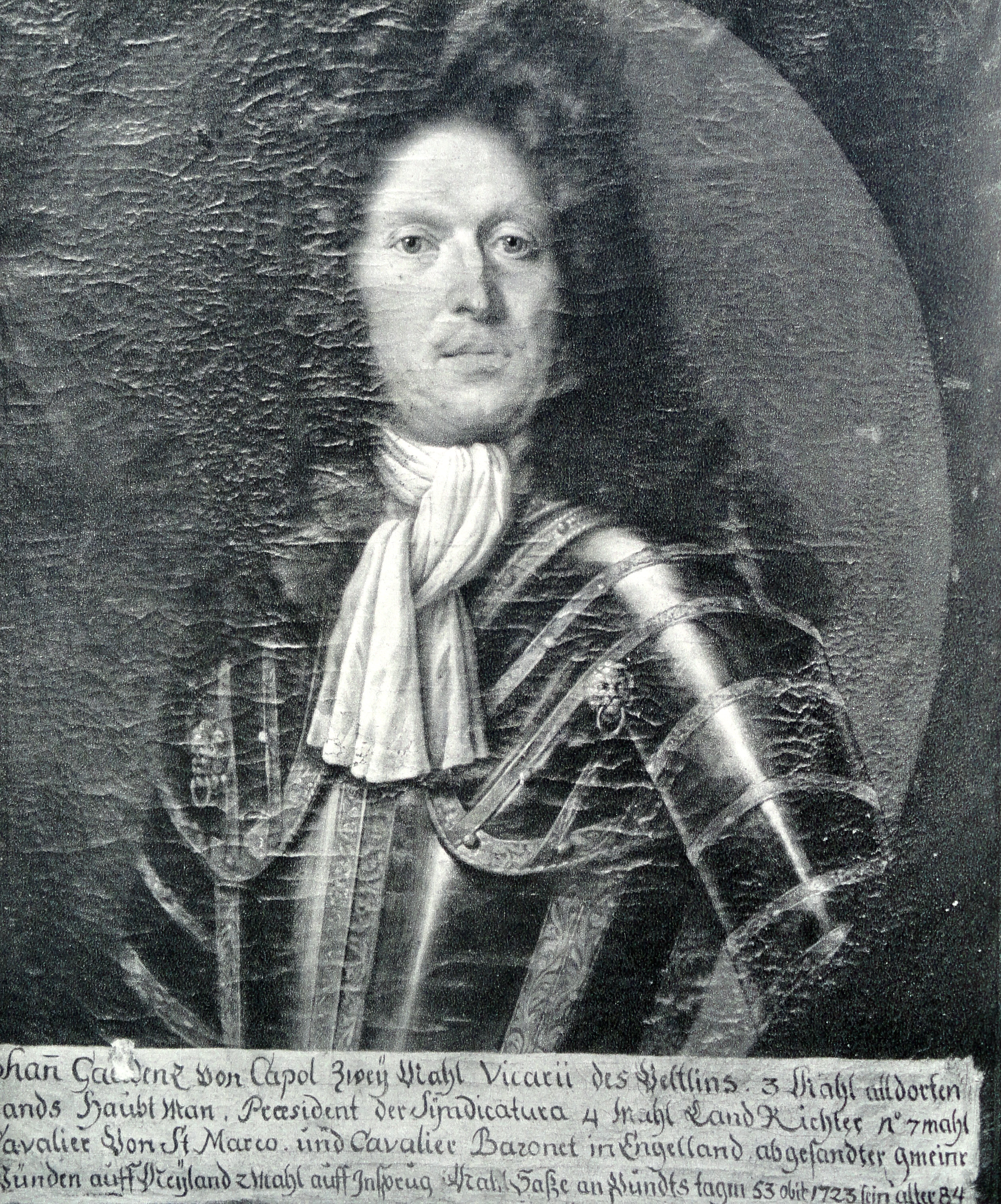
Johann Gaudenz von Capol
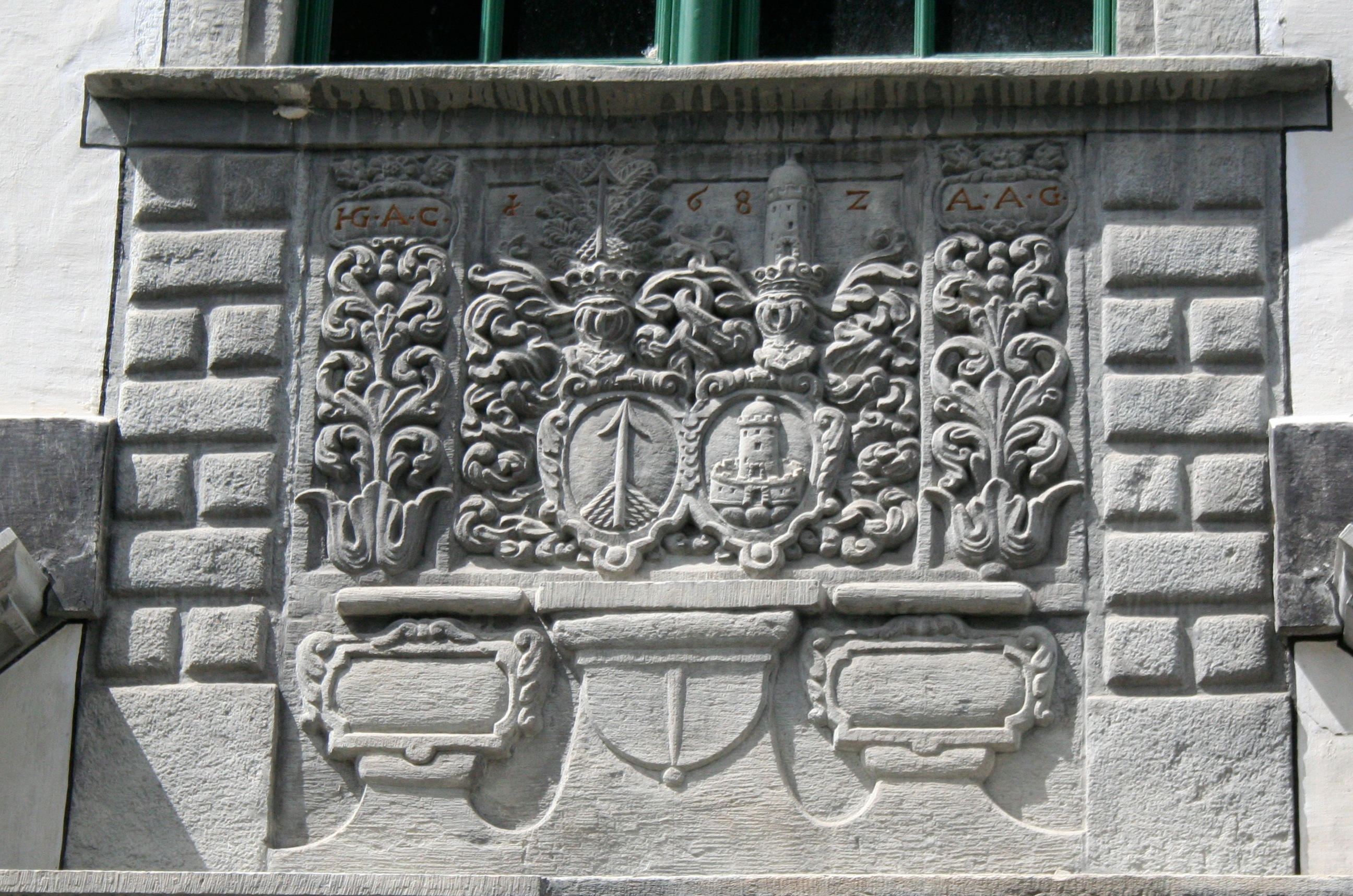
Allianzwappen von Johann Gaudenz von Capol (links) und seiner Frau Amalie von Schorsch aus dem bekannten Splügner Geschlecht
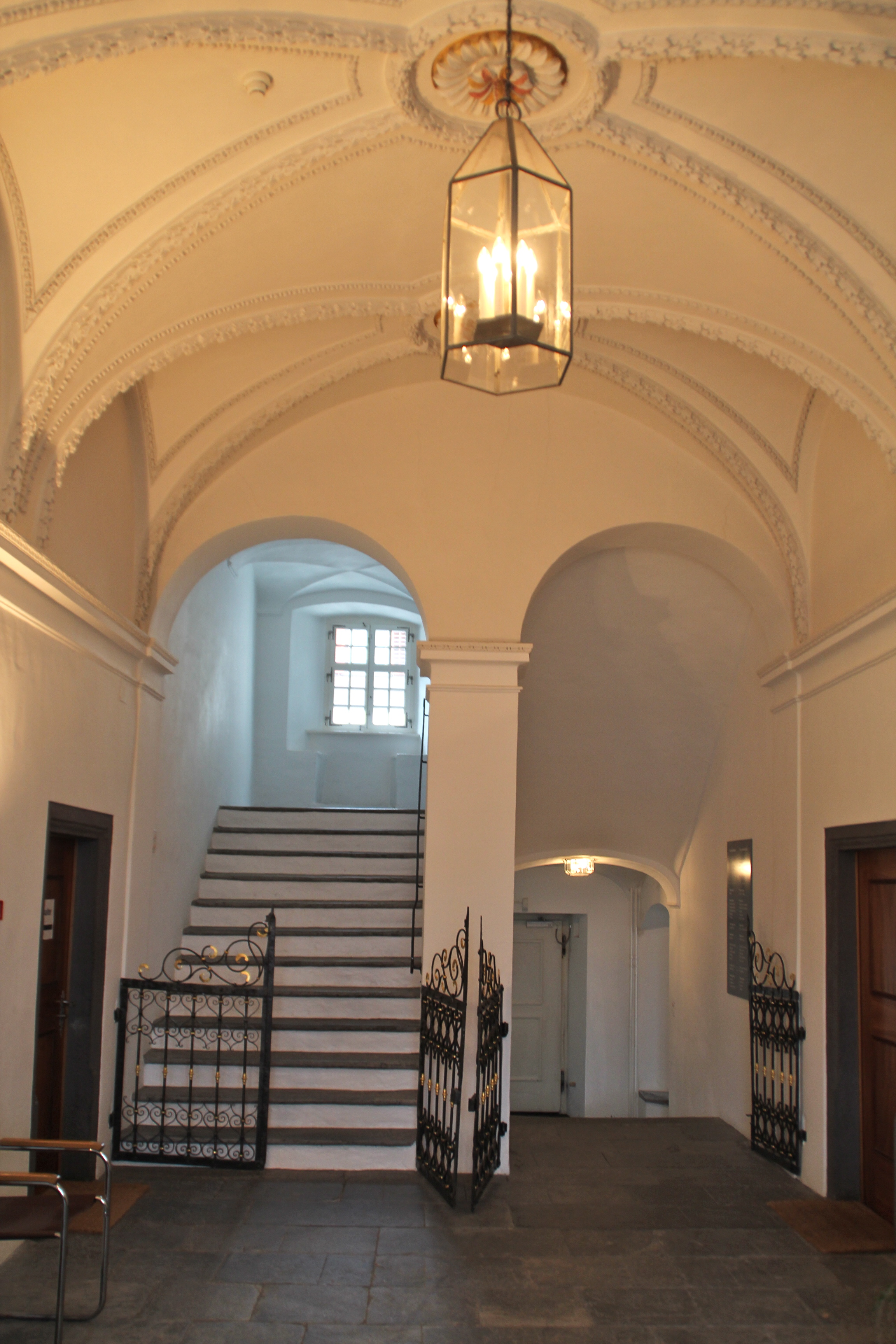
Treppenhaus Schlössli Flims
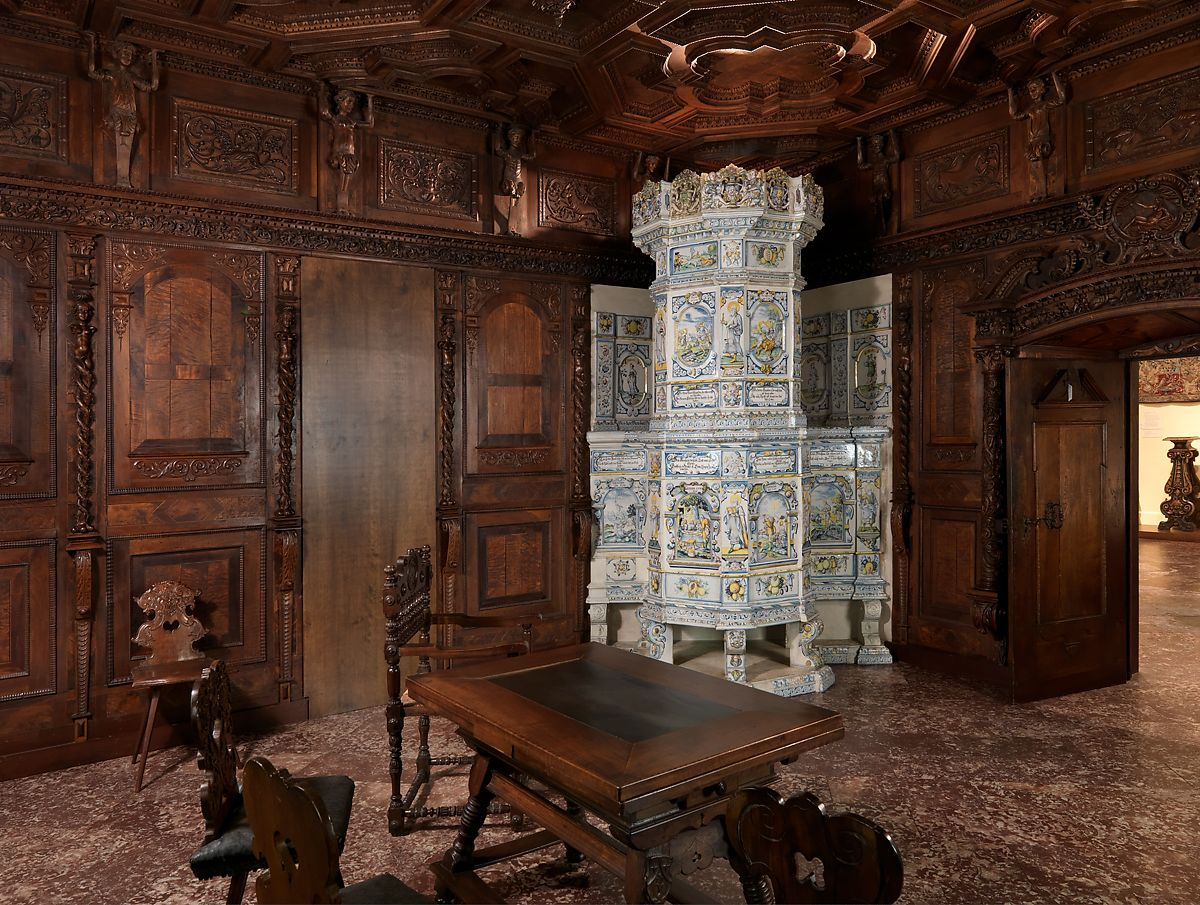
SwissRoom METmuseum Capol Flims
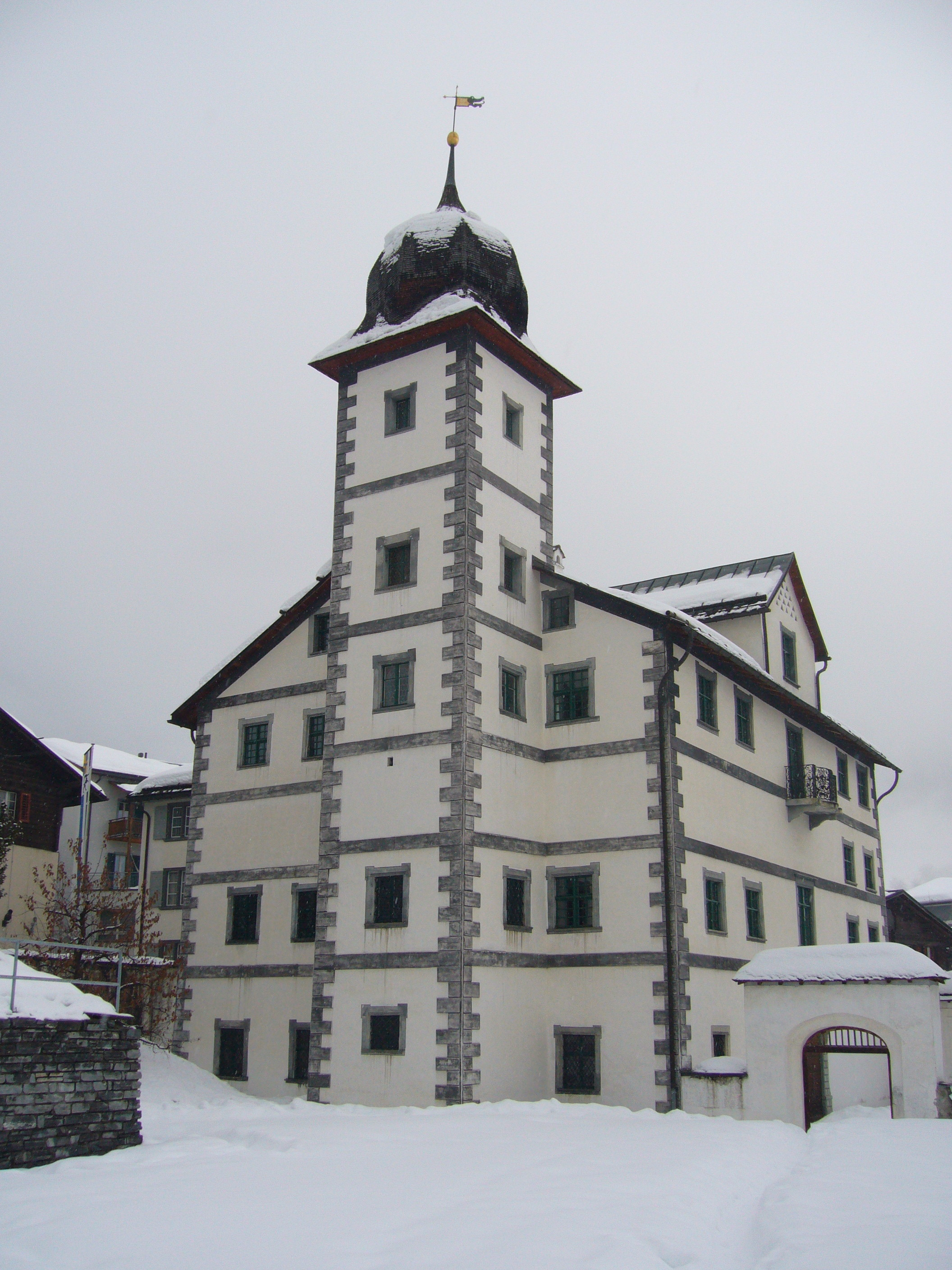
Rathaus Flims, genannt: Schlössli